# Petrică Hogiu
Petrică Hogiu, né le 16 juin 1991 à Bistrița, est un fondeur roumain.

## Biographie
Membre du club du CSM Bistrita, il fait es débuts internationaux en 2007 dans la Coupe des Balkans, où il monte sur son premier podium en janvier 2008. Il court les Championnats du monde junior en 2008 à Malles Venosta, en 2009 à Praz de Lys, puis 2010 à Hinterzarten, où il remporte la médaille d'argent à la poursuite (20 km), derrière Petr Sedov, mais juste devant Finn Hågen Krogh. Il obtient alors son ticket pour les Jeux olympiques de Vancouver, où il se classe 57e du sprint classique et 17e du sprint par équipes, tandis qu'il ne termine pas le dix kilomètres libre.
Le Roumain prend part à son premier championnat du monde, à Oslo en 2011 et réalise son meilleur résultat individuel avec une 50e sur le trente kilomètres en 2017 à Lahti.
Il fait ses débuts en Coupe du monde lors du Nordic Opening 2011-2012 à Kuusamo. Dans cette compétition, il obtient son meilleur résultat en fin d'année 2020 au quinze kilomètres de Davos, avec une 45e place.

## Palmarès

### Jeux olympiques
| Épreuve / Édition   | Sprint                           | Sprint    | 15 km | 15 km                            | Skiathlon 2 × 15 km | 50 km | Relais | Relais    |
| Épreuve / Édition   | libre                            | classique | libre | classique                        | Skiathlon 2 × 15 km | 50 km | Sprint | 4 × 10 km |
| JO 2010 Pyeongchang | Épreuve inexistante à cette date | -         | 57e   | Épreuve inexistante à cette date | Abandon             | -     | 17e    | —         |

Légende :
- : pas d'épreuve
- — : Non disputée par Hogiu

### Championnats du monde
| Épreuve / Édition           | Sprint                           | Sprint                           | 15 km                            | 15 km                            | Poursuite / Skiathlon 2 × 15 km | 50 km | Relais | Relais    |
| Épreuve / Édition           | libre                            | classique                        | libre                            | classique                        | Poursuite / Skiathlon 2 × 15 km | 50 km | Sprint | 4 × 10 km |
| Mondiaux 2011 Oslo          | 80e                              | Épreuve inexistante à cette date | Épreuve inexistante à cette date | Abandon                          | 73e                             | -     | -      | -         |
| Mondiaux 2013 val di Fiemme | Épreuve inexistante à cette date | 84e                              | 84e                              | Épreuve inexistante à cette date | 78e                             | -     | 18e    | —         |
| Mondiaux 2015 Falun         | Épreuve inexistante à cette date | 68e                              | 54e                              | Épreuve inexistante à cette date | 52e                             | -     | 17e    | —         |
| Mondiaux 2017 Lahti         | 74e                              | Épreuve inexistante à cette date | Épreuve inexistante à cette date | -                                | -                               | 50e   | 21e    | 14e       |
| Mondiaux 2019 Seefeld       | 82e                              | Épreuve inexistante à cette date | Épreuve inexistante à cette date | 70e                              | -                               | -     | 18e    | -         |
| Mondiaux 2021 Oberstdorf    | Épreuve inexistante à cette date | 82e                              | 57e                              | Épreuve inexistante à cette date | -                               | -     | 25e    | —         |

Légende :
- : pas d'épreuve
- — : Non disputée par Hogiu

### Championnats du monde junior
- Médaille d'argent sur la poursuite en 2010 à Hinterzarten.